# Melanocenchris
Melanocenchris és un gènere de plantes de la subfamília de les cloridòidies, família de les poàcies. És originari de l'Àfrica tropical, l'Índia i Ceilan.
El nom del gènere es deriva de les paraules gregues melanos (negre) i, o bé cenchrus (mill) o cenchris (serp amb protuberàncies en la seva pell), en al·lusió a l'aparença berrugosa dels rams.
Va ser descrita per Nees l'any 1841.

## Taxonomia
- Melanocenchris abyssinica
- Melanocenchris jacquemontii
- Melanocenchris monoeca
- Melanocenchris monoica
- Melanocenchris perrottetii
- Melanocenchris plumosa
- Melanocenchris rothiana
- Melanocenchris royleana